# Jay R. Ferguson
Jay Rowland Ferguson mladší (* 25. července 1974 Dallas, Texas) je americký herec.

## Životopis
Narodil se v Dallasu ve státě Texas. V roce 1989 se poprvé proslavil rolí Ponyboye Curtise v seriálu The Outsiders. Během dalších 22 let se objevil v mnoha televizních rolích, mezi které patří Taylor Newton ve čtyřech sériích sitcomu Evening Shade, doktor Todd Hooper v Soudkyni Amy, Rich Connelly ve Vetřelcích z hlubin nebo Stan Rizzo v seriálu Šílenci z Manhattanu. Z jeho filmových rolí lze jmenovat Billy v Holých lebkách, Elmer Conway ve Vrahovi ve mně, či Keith Clayton ve filmu Talisman.

## Filmografie

### Film
| Rok  | Název                              | Role            | Poznámky            |
| ---- | ---------------------------------- | --------------- | ------------------- |
| 1995 | Holé lebky                         | Billy           |                     |
| 1997 | Pink as the Day She Was Born       | Brad            |                     |
| 1997 | Campfire Tales                     | Cliff           |                     |
| 1998 | Girl                               | Parker Blackman |                     |
| 1999 | Blue Ridge Fall                    | Shane           |                     |
| 2000 | Zkažená mládež                     | Andy            |                     |
| 2001 | Hollywood Palms                    | Riley           |                     |
| 2002 | The Year That Trembled             | Isaac Hoskins   |                     |
| 2006 | Spreading the News                 | Sampson         | krátkometrážní film |
| 2006 | Passengers                         | Edsel           | krátkometrážní film |
| 2010 | Vrah ve mně                        | Elmer Conway    |                     |
| 2012 | Talisman                           | Keith Clayton   |                     |
| 2014 | Back in the Day                    | Mark            |                     |
| 2014 | The Makings of You                 | Wallis          |                     |
| 2015 | Little Loopers                     | Todd            |                     |
| 2015 | Club Life                          | Steven          |                     |
| 2015 | The Last Dispensation of St. James | Roth            | krátkometrážní film |

### Televize
| Rok       | Název                                                     | Role                  | Poznámky                                                     |
| --------- | --------------------------------------------------------- | --------------------- | ------------------------------------------------------------ |
| 1990      | Falešná idyla                                             | mladý Luke            | Televizní film                                               |
| 1990      | The Outsiders                                             | Ponyboy Curtis        | 13 dílů                                                      |
| 1990–1994 | Městečko Evening Shade                                    | Taylor Newton         | 98 dílů                                                      |
| 1995      | Cena lásky                                                | Beau                  | televizní film                                               |
| 2002      | Glory Days                                                | šerif Rudy Dunlop     | 9 dílů                                                       |
| 2003      | Criminology 101                                           | Johnny                | TV film                                                      |
| 2003–2004 | Soudkyně Amy                                              | Dr. Todd Hooper       | 8 dílů                                                       |
| 2005      | Médium                                                    | Tommy Lahaine         | díl: „Bráška Lucky“                                          |
| 2005–2006 | Vetřelci z hlubin                                         | Richard Connelly      | Objevil se ve všech patnácti epizodách                       |
| 2006      | V utajení                                                 | agent Warren Russell  | 6 dílů                                                       |
| 2008      | Kriminálka Miami                                          | Larry Hopkins         | díl: „Caineova výchova“                                      |
| 2008–2009 | Easy Money                                                | Cooper Buffkin        | 8 dílů                                                       |
| 2009      | Tráva                                                     | Keith                 | díl: „Mačety až nahoru“                                      |
| 2009      | Anatomie lži                                              | Jimmy                 | díl: „Temná minulost“                                        |
| 2010      | Castle na zabití                                          | Dick Coonan           | díl: „Rána pod pás“                                          |
| 2010      | Posel ztracených duší                                     | Gil Bradley           | díl: „Lethal Combination“                                    |
| 2010–2015 | Šílenci z Manhattanu                                      | Stan Rizzo            | hlavní role, 38 dílů                                         |
| 2011      | No Ordinary Family                                        | agent Norris          | díl: „No Ordinary Future“                                    |
| 2011      | Status: Nežádoucí                                         | John O'Lear           | díl: „Besieged“                                              |
| 2012      | The Unknown                                               | Nick Morrietti        | díl: „Prime Cut“                                             |
| 2013      | Ray Donovan                                               | agent Thomas Volcheck | díl: „Posranej Bucky Dent“                                   |
| 2015      | Chasing Life                                              | imigrační pracovník   | 3 díly                                                       |
| 2015–2017 | The Real O'Neals                                          | Pat O'Neal            | TV seriál                                                    |
| 2016      | The Mindy Project                                         | Drew Schakowsky       | 3 díly                                                       |
| 2016      | Comedy Bang! Bang!                                        | Paul Bunyan           | díl: „Kaley Cuoco Wears a Black Blazer and Slip on Sneakers“ |
| 2017      | Městečko Twin Peaks                                       | agent Randall Headley | 4 díly                                                       |
| 2018      | The Assassination of Gianni Versace: American Crime Story | agent Keith Evans     | díly: „Muž, který žil módou“ a „Pátrání“                     |
| 2018      | Living Biblically                                         | Chip                  | hlavní role                                                  |